# 슨푸성

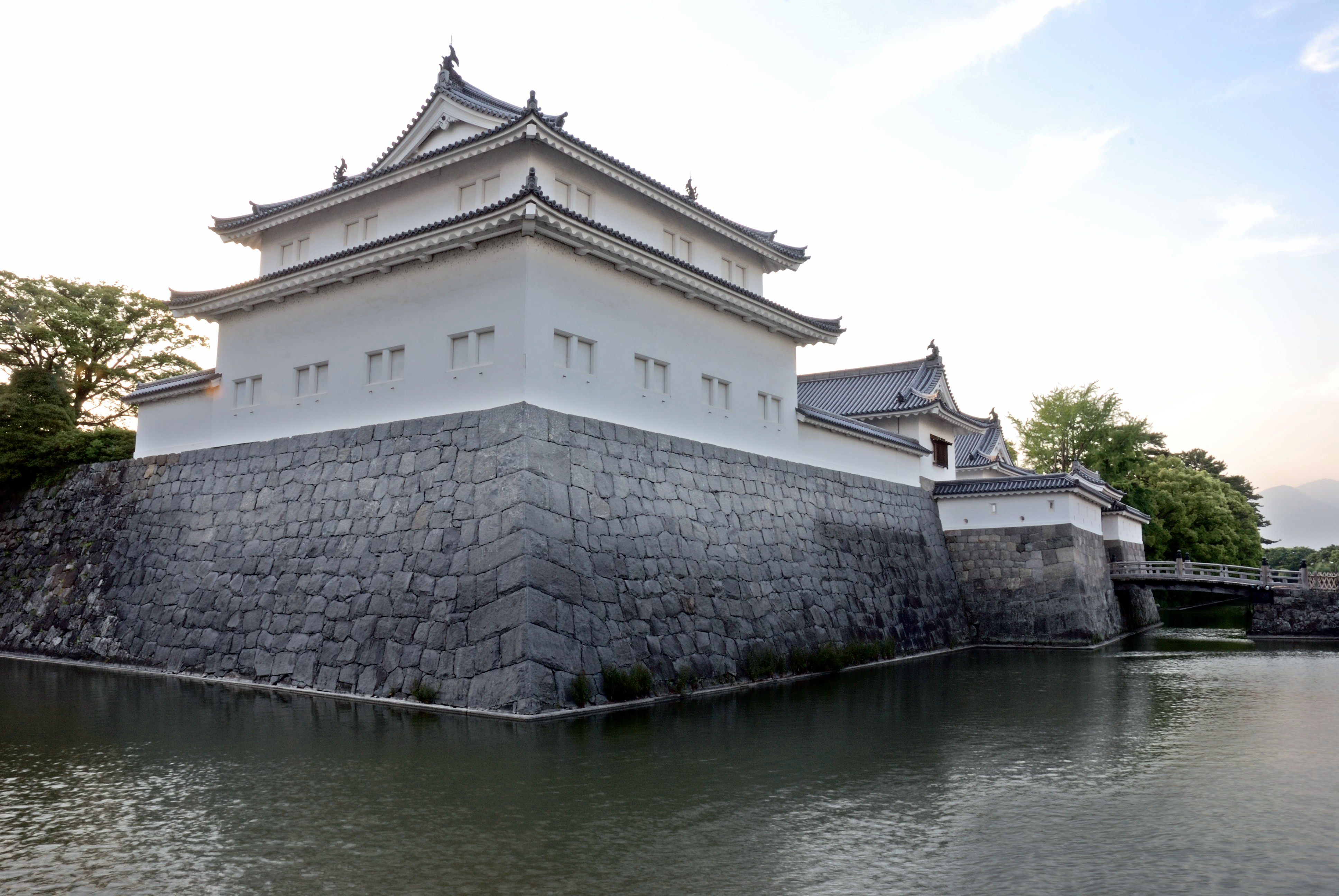
다쓰미 망루

슨푸성(일본어: 駿府城)은 시즈오카현 시즈오카시 아오이구에 있는 윤곽식 평성이다. 에도 시대에는 슨푸번의 번청으로 사용되었고, 막부직할령로 편입된 후에는 조다이(城代)를 파견하여 관리하였다. 메이지 시대 초기에 다시금 슨푸 번을 두어 번청으로 사용되었고, 슨푸 번의 명칭은 슨푸 번(駿府藩), 후추 번(府中藩)으로 불리다가 시즈오카 번(静岡藩)으로 개칭되었다. 이런 연유로 슨푸 성은 후추 성(府中城)과 시즈오카 성(静岡城)이라는 이명으로도 불린다. 에도 막부의 초대 쇼군 도쿠가와 이에야스가 말년에 머물렀던 성으로 유명하다.

## 개요
14세기 스루가 국 슈고 이마가와 가문이 이 지역에 처소인 이마가와 관(今川館)을 조성한 것 그 시초이지만, 16세기 다케다 신겐과 도쿠가와 이에야스의 공격을 받고 거관은 소실되었다. 1582년 다케다 가문의 세력이 쇠퇴하자 스루가는 도쿠가와 이에야스의 소령이 되었고, 거관터에 성을 축성하였다. 1590년 도요토미 히데요시에 의해 간토의 호조 가문이 몰락하자, 이에야스는 히데요시의 명을 받아 옛 호조 가문의 영지인 간토로 이봉되었다. 대신 도요토미 히데요시의 가신 나카무라 가즈우지가 성주로 부임해 입성하였다.
1600년 세키가하라 전투에서 승리하여 정권을 장악한 도쿠가와 이에야스는 1605년 쇼군직을 3남 도쿠가와 히데타다에 양도한 후, 슨푸 성에서 기거하였다. 이 시기 슨푸 성은 여러 다이묘의 조력으로 대폭 개수되어 현재의 모습을 띠게 된다.
현재 슨푸 성의 산노마루에는 관공서, 학교 등의 공공시설이 들어섰으며, 혼마루와 니노마루는 슨부 공원으로 정비되어 있다. 성의 건조물은 대부분 현존해 있지 않지만, 해자와 석벽 등은 온전히 남아 있다. 더욱이 메이지 시대에 매워진 해자의 일부분도 복원되어 있으며, 니노마루의 다쓰미 망루, 히가시 문과 다몬 망루가 복원되어 있다.
막부 말기에는 도쿠가와 요시노부가 한동안 이 성에 머물렀다.

## 같이 보기
- 슨푸번